# Michal Ďuriš
Michal Ďuriš, född 5 juni 1988 i Uherské Hradiště, är en slovakisk fotbollsspelare som spelar för cypriotiska Ethnikos. 

## Meriter

### Klubblag
Viktoria Plzeň
- Synot liga: 2010/2011, 2012/2013, 2015/2016
- Tjeckiska supercupen: 2011, 2015